# Jacques Cassini
Pour les articles homonymes, voir Cassini.
Pour les autres membres de la famille, voir Famille Cassini.
Jacques Cassini, dit Cassini II, seigneur de Thury, né à Paris le 18 février 1677 et mort à Thury-sous-Clermont le 16 avril 1756 des suites d'un accident de voiture, est un astronome français.

## Biographie
Il est le fils de Giovanni Domenico Cassini et de Genevève de Laistre. Élevé par son père, il étudie à l'Observatoire de Paris (où, dit-on, il serait né) avant même d'entrer au collège Mazarin. Il devient élève astronome à l'Académie des sciences en 1694, puis il succède à son père en tant que pensionnaire de l'Académie en 1712.
Avec son père, il voyage beaucoup et prend part à de nombreuses opérations astronomiques ou géodésiques. Admis à la Royal Society, en 1696, et à l'Académie de Berlin, il se lie d'amitié avec Newton et Halley. En 1699, accompagné du père Feuillée  il est chargé de déterminer la position géographique de plusieurs ports du Levant. Cartésien militant, il prend position contre la théorie de l'aplatissement terrestre. En 1719, il réside dans le donjon de Clermont à Clermont (Oise) proche de Thury.
Jacques Cassini se voit par ailleurs confier d'importantes charges administratives : maître ordinaire de la Chambre des comptes de Paris, puis magistrat à la chambre de justice et conseiller d'État.
Il décrivit une perpendiculaire à la méridienne de France et fournit plusieurs Mémoires à l'Académie, entre autres un grand travail sur l’inclinaison des satellites, le mouvement propre et de l'anneau de Saturne. Il est l'auteur de plusieurs autres ouvrages, parmi lesquels Éléments d'astronomie (1740) et De la grandeur et figure de la terre (1720).
En 1740, il abandonne progressivement son activité de scientifique et laisse son fils César-François reprendre le flambeau familial. Il lui confie la charge de l'Observatoire et l'établissement de la carte de France. Son autre fils, le marquis Dominique-Joseph de Cassini, suivit quant à lui la carrière des armes.

## Hommage
L'astéroïde (24102) Jacquescassini a été nommé en son honneur ainsi que le cratère lunaire Cassini qu'il partage en mémoire avec son père.

## Publications
- De la grandeur de la terre et de sa figure, lire en ligne
- Méthode de déterminer si la terre est sphérique ou non, lire en ligne
- Extrait des Éléments d'astronomie, lire en ligne
- Sur les tables astronomiques et divers auteurs, lire en ligne
- Observations de la Comète qui a commencé à paraître à la fin de décembre 1743, lire en ligne
- Addition aux Tables astronomiques (1756)
- De nombreux manuscrits et imprimés écrits par Cassini II ou traitant de Cassini II sont disponibles en ligne sur la bibliothèque numérique de l'Observatoire de Paris.